# Szerencsehozó zászló

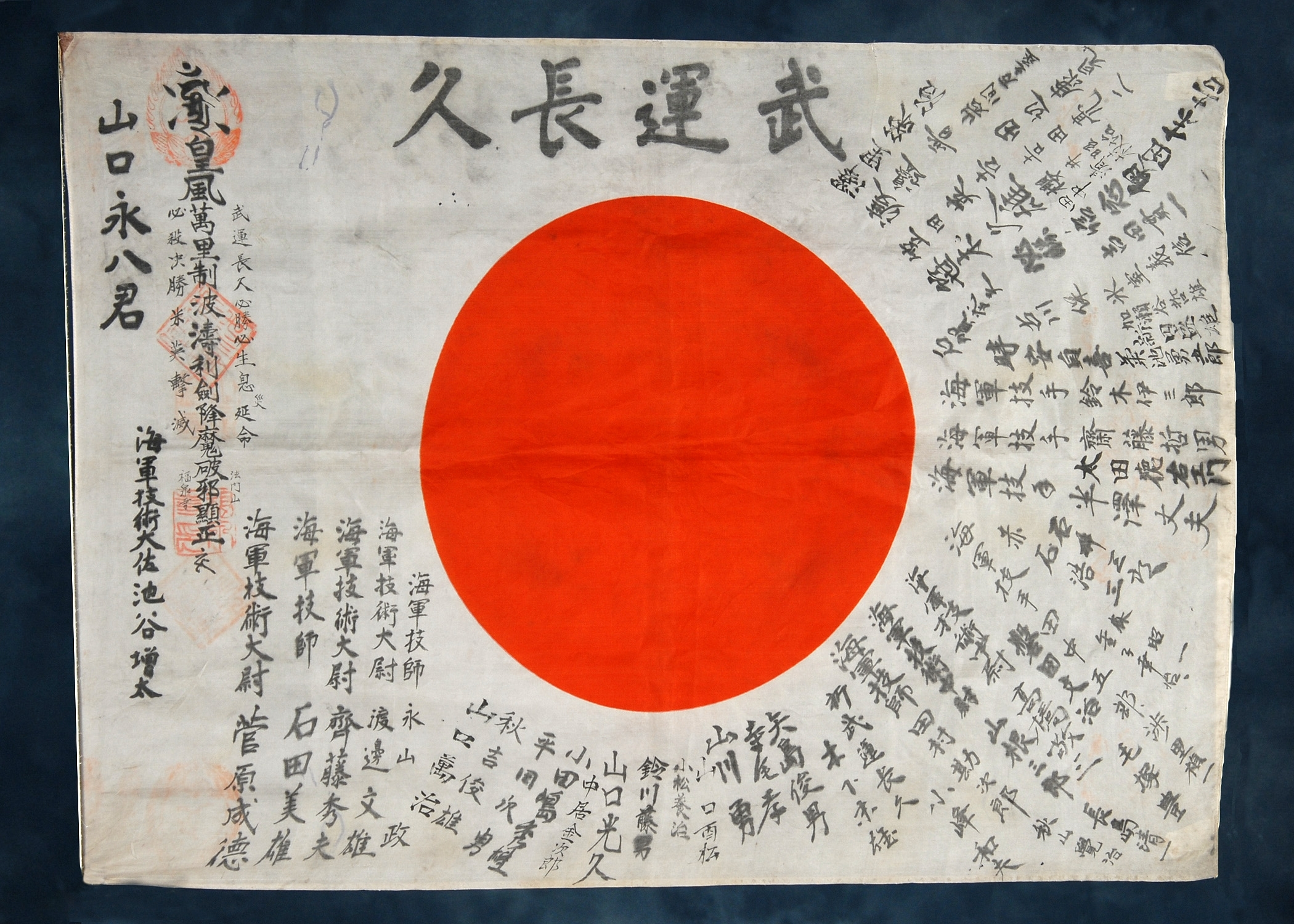
Ejhacsi Jamagucsi aláírt hinomaruja

A szerencsehozó zászló, vagy joszegaki hinomaru (寄せ書き日の丸; Hepburn: yosegaki hinomaru) japán nyelven, egy hagyományos ajándék volt a japán katonáknak, akik a Japán Birodalom katonai kiküldetésein vettek részt, legjellemzőbben a második világháború alatt. A zászló, amit a katona kapott, egy nemzeti zászló volt, amit a barátok és családtagok aláírásaikkal és jókívánságaikkal láttak el, amikben szerencsét, győzelmet és biztonságot kívántak neki.
A japánok hinomarunak nevezik a zászlójukat, ami szó szerint arra fordítható le, hogy a "Nap köre", amivel a zászlón látható vörös körre utalnak a fehér háttér előtt. Amikor a hinomarut aláírták, rendszerint a japán karakterek függőlegesen lettek felírva, a vörös középponttól kifelé haladva. A joszegaki jelentése pedig nem más, mint aláírások gyűjteménye, így tehát ha lefordítjuk a japán nevet, magyarul azt kapjuk, hogy „a Nap körül összegyűjtött aláírások”.

## Története
A hinomaru joszegaki a hagyomány szerint akkor lett átadva egy férfinak, amikor bekerült a japán hadseregbe, vagy közvetlenül kiküldetés előtt. Általánosságban a rokonok, szomszédok, barátok és munkatársak aláírták, illetve jókívánságokkal, apró, személyes üzenetekkel látták el a zászlót. Az írás a napsugarakhoz hasonlóan a vörös középtől kifelé haladt, azonban előfordult, hogy túlságosan zsúfolt lett az írás, emiatt a jókívánságok küldői improvizáltak, és oda írtak, ahol helyet találtak.

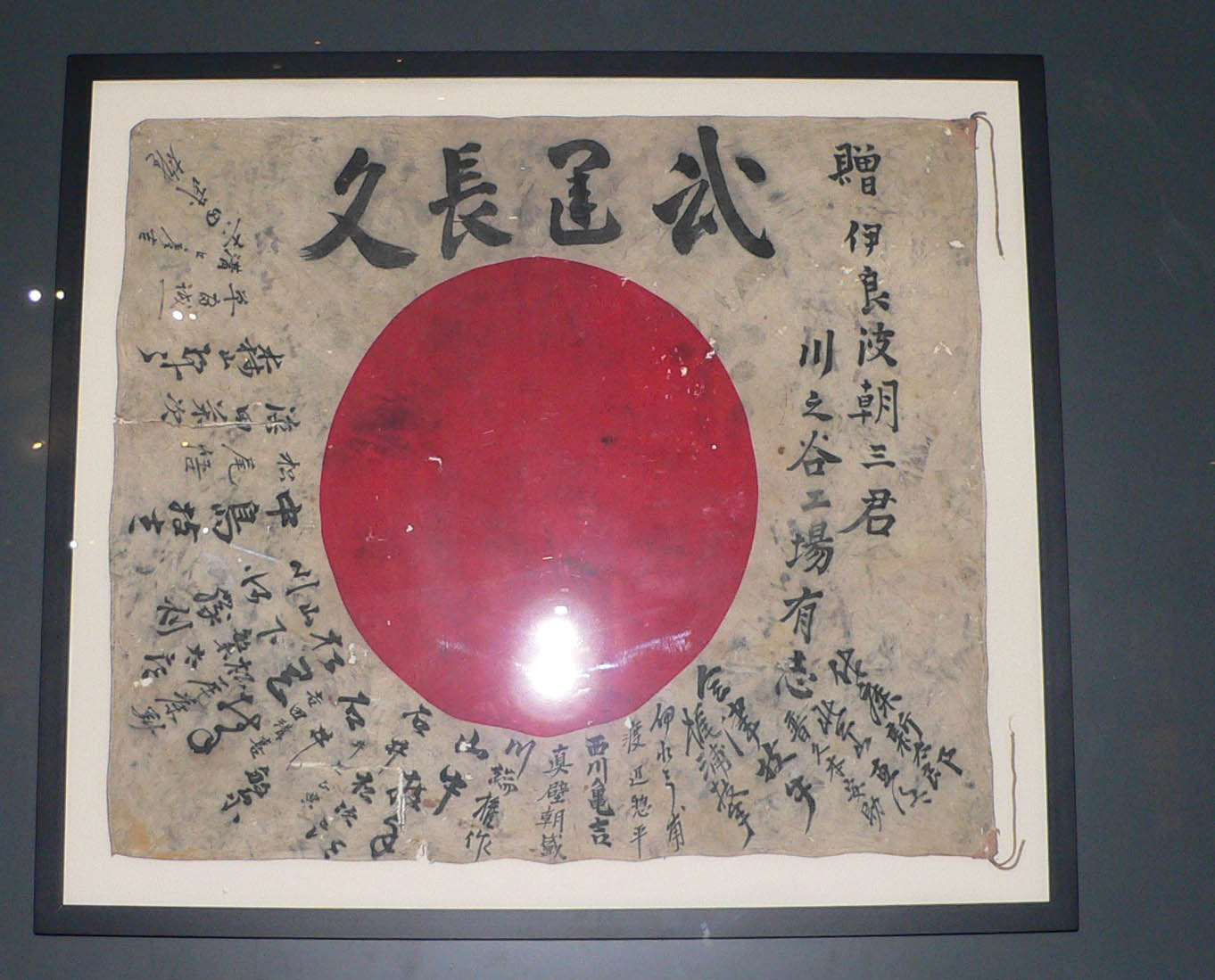
A japán katonák gyakran maguknál tartották ezeket a személyes zászlókat, amiket a barátaik és szomszédjaik írtak alá, hogy kimutassák hazaszeretetüket. Ez a zászló a Guamért folyó csatában került Mr. Ralph Phipps-hez, aki később ezt visszaadományozta.

Általában valamilyen jókívánság szerepelt a zászló tetején, mint például „Bu uncsó kju”, amit magyarra nagyjából úgy lehet lefordítani, hogy „sokáig tartson ki a szerencséd a katonaságnál”. Sötét, közepes méretű karakterekkel, amelyek függőlegesen futnak végig a zászló jobb vagy bal margóján, általában egy, kettő, esetleg három oszlopban, a zászlót kapó személy, illetve a zászlót adók neve szerepelt. A kandzsi karakterek jellemzően a japán kalligráfia eszközeivel, az az kalligráfiához használt tollal és tussal lettek felírva. Míg a szokás jellemzően azt diktálta, hogy csak a fehér részekre írjanak, előfordulnak példák, amikor a piros körön belül is találunk üzeneteket. 
Hogy pontosan mikor is kezdődött el a hagyománya annak, hogy zászlókra írva juttassák el jókívánságukat a katonákhoz az otthonmaradók, az vitatható. Bizonyos források szerint az aláírt zászlók az „Ezer öltéses selyemövvel” (szenninbari) az első kínai-japán háború (1894-1895) alatt már hozzátartoztak a katonák felszereléséhez. Azonban bármilyen, a mukdeni incidenst (1931) megelőző szerencsehozó zászló ritkaságnak számít. Általánosan elfogadott, hogy a ma fellelhető hinomaru joszegakik nagy része a második kínai-japán háború (1937-1945) előttről nem sokkal, illetve a háború idejéből származnak. 
A katonák számára, akik otthonuktól és szeretteiktől távol állomásoztak, a hinomaru joszegaki a közösség imáit és reményeit biztosította, akárhányszor széthajtogatták. Úgy hitték, hogy a zászló a rengeteg aláírással és szlogennel képes támaszt nyújtani a tulajdonosának a nehéz időkben. Továbbá, a zászló emlékeztette arra, mi is a kötelessége. A kötelességének teljesítése azt jelentette, hogy a katonától nem várták el, hogy hazatérjen a csatából. Gyakran előfordult emiatt, hogy levágott köröm- és hajdarabokat hagytak hátra, hogy a rokonoknak legyen mit eltemetni, ha a harcos nem térne haza. Nagy dicsőség jutott azoknak a családoknak, akiknek férfi tagjai a birodalom és a császár szolgálatában vesztették életüket. Az önfeláldozás gondolata mind a mai napig központi gondolat a japán kultúrában, és különösen nagy szerepe volt a második világháborúban. A japán kultúrában úgy hiszik, hogy a katona, matróz, vagy pilóta fel kell, hogy ajánlja saját életét a császárnak, ahogy a cseresznyevirág is lehullik a fáról gyönyöre teljében.  A szamuráj vagy busidó kód (A harcos útja) részeként ez a világnézet előtérbe került a huszadik századi Japánban, ahol a hagyományok tisztelete miatt túl tudta élni ez a hagyomány, hogy a század katonáiba belenevelhessék.

## U.S.A. veteránok

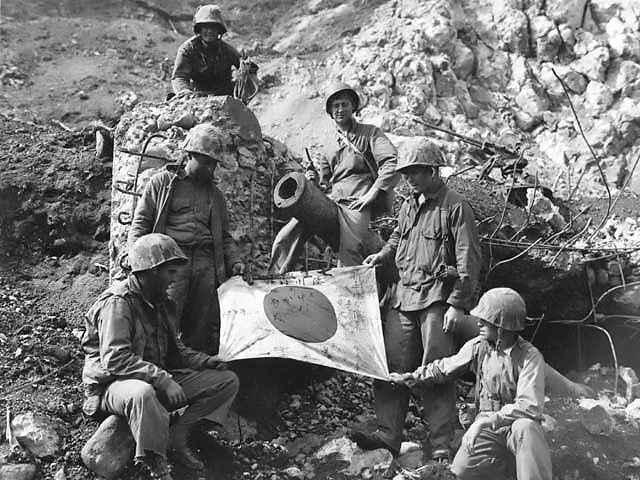
Amerikai tengerészgyalogosok által megszerzett japán zászló Ivo Dzsimán

Sidney Phillips „You’ll Be Sor-ree” (magyarul „Sajnálni fogod”) című könyvében leírja a zászlók szerepét a csendes-óceáni háborúban. „Úgy tűnt, minden japán katonának van saját selyem zászlója, rajta japán írással, a közepén egy hatalmas húsgolyóval.” Több könyv is leírja, hogy az tengerészgyalogosok és a többi amerikai katona szuvenírként hazavitte az elkobzott zászlókat. A „Monroe New” egy 2008-as cikkében egy második világháborús veterán mesélt a zászlóról, ami a csendes-óceáni háborúból hozott haza. Azt mondta, nem kutatott át minden japán katonát, akit lelőtt, mivel az esetek többségében nem volt idő rá. A zászlót csatározás közben találta Mindanao szigetén a Fülöp-szigeteken. Azt is elmondta, hogy a katonák általában nem vettek el nagyobb tárgyakat, mint például a katanákat (japán kardokat), mert attól tartottak, valaki ellopná őket, ezért a kis helyen elférő zászlókat gyűjtötték, amit könnyű volt elrejteni. A zászló Dr. Jaszuhiko Kadzsi segítségével vissza lett juttatva Japánba, ahol a professzor megkereste a tulajdonosát és/vagy családját.

## Erőfeszítések a zászlók visszajuttatására
Az OBON Társaság (eredetileg OBON 2015) egy nonprofit szervezet, amelynek fő missziója, hogy visszajuttassa eredeti tulajdonosaiknak az elkobzott zászlókat. A Tokióban található Amerikai Nagykövetség levelet írt a szervezetnek, amiben kijelentette, hogy az „OBON 2015 Kennedy elnök szellemiségében folytatja a barátság és kibékülés folyamatát.” 2015-ben Az OBON Társaság törekvései a japán kormány által is el lettek ismerve, amikor Rex és Keiko Ziak, az OBON Társaság alapítói Japánba utaztak több USA veteránnal, és találkoztak az akkori miniszterelnökkel, Sinzo Abéval. A második világháború 70. évfordulójának alkalmából a társaság munkásságát a japán külügyminiszter úgy jellemezte, mint fontos szimbólum a két ország közötti kibékülés, kölcsönös megértés és barátság útján. 2017 augusztusára már 108 zászlót juttattak vissza jogos tulajdonosaikhoz, és további, több, mint 295 zászló visszajuttatása van folyamatban. 2017. augusztus 15-én a társaság Marvin Strombo, 93 éves második világháborús veteránnak szervezett le egy utat Japánba, hogy személyesen adhassa vissza a zászlót a családnak. Tacuja Jaszue, 89 éves fiatalabb testvér tudta átvenni a zászlót a falujukban. A megjelent hírek és interjúk azt mutatják, hogy az erőfeszítések humanitárius megmozdulásoknak bizonyultak, amik végre békét hozhatnak a gyászoló családoknak.

## Megőrzés és restauráció

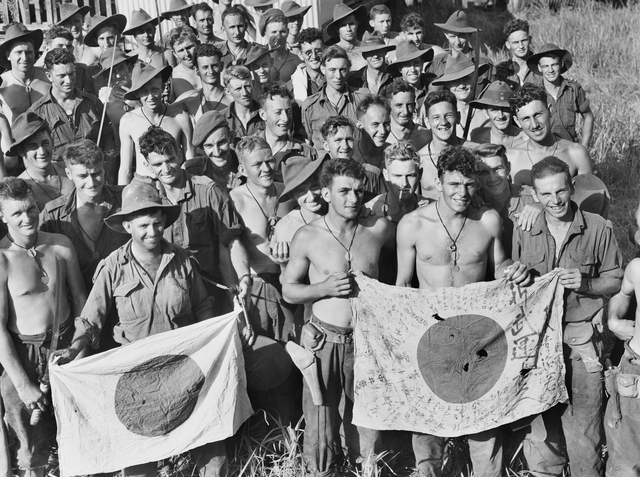
A Kaiapitnál elkobzott japán zászlók, 1943. szeptember 26.

Az Államok második világháborúnak szentelt múzeuma közzétett egy útmutatót, amiben a zászlók és hasonló tárgyak tárolásának és megőrzésének módját írják le. Az ilyen történelmi emlékek semmiképp sem tárolhatóak padláson vagy pincében, illetve nem tehetők ki magas szintű UV-fénynek, azaz a közvetlen napfény és bizonyos lámpa típusok komolyan tudják roncsolni az anyagot. Ha kiállításra szánják, mindenképp kell valami, ami támogatja, semmi esetre sem lóghat csak a saját súlyán, ugyanis az anyag könnyen elszakadhat. Ha dobozban tárolják, biztosítani kell, hogy teljesen lapos legyen, mindenféle gyűrődés nélkül. Puszta kézzel semmiképp se fogjuk meg vagy tartsuk kézben ezeket a zászlókat, nejlon vagy tiszta pamut kesztyűk használata ajánlott.

## További olvasnivalók
- Imperial Japanese Good Luck Flags and One-Thousand Stitch Belts. Schiffer Military Books (2008. március 15.). ISBN 978-0764329272

## Fordítás
- Ez a szócikk részben vagy egészben  a   Good Luck Flag című angol Wikipédia-szócikk ezen változatának fordításán alapul.  Az eredeti cikk szerkesztőit annak laptörténete sorolja fel. Ez a jelzés csupán a megfogalmazás eredetét és a szerzői jogokat jelzi, nem szolgál a cikkben szereplő információk forrásmegjelöléseként.